# Гигантска зидарка
Гигантската зидарка (Sitta magna) е вид птица от семейство Sittidae. Видът е застрашен от изчезване.

## Разпространение
Разпространен е в Китай, Мианмар и Тайланд.